# Ten Days of Dawn 2001
Die Ten Days of Dawn 2001 (auch Iran Fajr International 2001 genannt) im Badminton fanden Anfang Februar 2001 statt.

## Sieger und Platzierte
| Disziplin    | Gold                                | Silber                              | Bronze                               |
| ------------ | ----------------------------------- | ----------------------------------- | ------------------------------------ |
| Herreneinzel | Shoji Sato                          | Afshin Bozorgzadeh                  | Arash Abdul Mohamadian               |
| Herreneinzel | Shoji Sato                          | Afshin Bozorgzadeh                  | Jalal Eskandare                      |
| Dameneinzel  | Nərgiz Mehdiyeva                    | Shiva Haji Baghale                  | Iva Vrova Al-Katrib                  |
| Dameneinzel  | Nərgiz Mehdiyeva                    | Shiva Haji Baghale                  | Bahareh Mahmodieh                    |
| Herrendoppel | Shoji Sato Sho Sasaki               | Afshin Bozorgzadeh Ali Shahhosseini | Golam Reza Bagheri Jalal Eskandare   |
| Herrendoppel | Shoji Sato Sho Sasaki               | Afshin Bozorgzadeh Ali Shahhosseini | Maxim Kruglik Anuar Musafirov        |
| Damendoppel  | Setaesh Afshordi Behnaz Perzamanbin | Zoherh Kamyab Faranak Kherabady     | Shiva Haji Baghale Shahrzad Ramazani |
| Damendoppel  | Setaesh Afshordi Behnaz Perzamanbin | Zoherh Kamyab Faranak Kherabady     | Bahareh Mahmodieh Mahnaz Zamani      |